# Varvara Gracheva
Varvara Gracheva (russisch Варвара Андреевна Грачёва Warwara Andrejewna Gratschowa; * 2. August 2000 in Schukowski) ist eine französische Tennisspielerin, die in Russland geboren wurde. Im Juni 2023 erhielt sie die französische Staatsbürgerschaft.

## Karriere
Gracheva, die ihren Trainingsmittelpunkt in Cannes in Frankreich hat, debütierte 2016 auf der ITF Women’s Circuit. Bislang hat sie dort sieben ITF-Titel im Einzel erringen können.
Nach zwei Titeln bei Turnieren der $25.000-Kategorie, gab Gracheva 2019 in Lausanne ihren Einstand auf der WTA Tour. Dort qualifizierte sie sich auf Anhieb für die Hauptrunde, scheiterte aber zum Auftakt an Han Xinyun. In Washington auf Hartplatz gelang ihr gegen ihre Landsfrau Anna Blinkowa ihr erster Hauptrundenerfolg bei einem WTA-Turnier. Bei den anschließenden US Open startete Gracheva dann erstmals in der Qualifikation zu einem Grand-Slam-Turnier, scheiterte jedoch in der Schlussrunde. Zum Saisonende konnte sie zwei weitere ITF-Turniere der $60.000-Kategorie gewinnen und erreichte aus der Qualifikation kommend die zweite Runde beim Moskauer Kremlin Cup.
Ihr bislang größter Erfolg gelang Gracheva mit dem Einzug in die dritte Runde bei den US Open 2020, durch den sie in der Weltrangliste erstmals in die Top 100 vorrückte. 2021 kam sie bei einem Turnier der WTA Challenger Series  in Saint-Malo ins Halbfinale sowie anschließend erstmals in die dritte Runde der French Open. In Chicago stand Gracheva danach in ihrem ersten Halbfinale auf der WTA Tour und erreichte bei den US Open mit einem Sieg über Paula Badosa wie auch schon im Vorjahr die dritte Runde. Das Jahr beendete sie mit einer Halbfinalteilnahme beim WTA Challenger-Turnier in Limoges. Durch den Einzug in die zweite Runde des WTA 500-Turniers in Dubai, rückte Gracheva in der Tennisweltrangliste auf Position 71 vor.

## Turniersiege

### Einzel
| Nr. | Datum              | Turnier     | Kategorie   | Belag | Finalgegnerin            | Ergebnis      |
| --- | ------------------ | ----------- | ----------- | ----- | ------------------------ | ------------- |
| 1.  | 26. November 2017  | Hammamet    | ITF $15.000 | Sand  | Fiona Ferro              | 6:4, 7:61     |
| 2.  | 21. Januar 2018    | Antalya     | ITF $15.000 | Sand  | Sopia Schapatawa         | 7:5, 6:0      |
| 3.  | 28. April 2019     | Chiasso     | ITF W25     | Sand  | Jaqueline Adina Cristian | 6:4, 6:2      |
| 4.  | 26. Mai 2019       | Caserta     | ITF W25     | Sand  | Anna Danilina            | 6:3, 7:5      |
| 5.  | 23. Juni 2019      | Montpellier | ITF W25+H   | Sand  | Elizabeth Halbauer       | 6:4, 6:2      |
| 6.  | 22. September 2019 | Saint-Malo  | ITF W60+H   | Sand  | Marta Kostjuk            | 6:3, 6:2      |
| 7.  | 29. September 2019 | Valencia    | ITF W60+H   | Sand  | Tamara Korpatsch         | 3:6, 6:2, 6:0 |

## Abschneiden bei Grand-Slam-Turnieren

### Einzel
| Turnier         | 2019 | 2020 | 2021 | 2022 | 2023 | 2024 | 2025 | Karriere |
| --------------- | ---- | ---- | ---- | ---- | ---- | ---- | ---- | -------- |
| Australian Open | —    | Q3   | 2    | 1    | 3    | 2    | 2    | 3        |
| French Open     | —    | 1    | 3    | 3    | 2    | AF   | 1    | AF       |
| Wimbledon       | —    |      | 1    | —    | 2    | 2    | 1    | 2        |
| US Open         | Q3   | 3    | 3    | 1    | 1    | 1    |      | 3        |

Zeichenerklärung: S = Turniersieg; F, HF, VF, AF = Einzug ins Finale / Halbfinale / Viertelfinale / Achtelfinale; 1, 2, 3 = Ausscheiden in der 1. / 2. / 3. Hauptrunde; Q1, Q2, Q3 = Ausscheiden in der 1. / 2. / 3. Qualifikationsrunde; nicht ausgetragen

### Doppel
| Turnier         | 2020 | 2021 | 2022 | 2023 | 2024 | 2025 | Karriere |
| --------------- | ---- | ---- | ---- | ---- | ---- | ---- | -------- |
| Australian Open | —    | —    | 1    | —    | 1    | 1    | 1        |
| French Open     | 2    | 2    | 1    | 1    | 1    | 1    | 2        |
| Wimbledon       |      | AF   | —    | 1    | 1    | —    | AF       |
| US Open         | —    | 2    | 1    | —    | 1    |      | 2        |